# Pavlo Oliynyk
Pavlo Oliynyk, né le 21 février 1989 est un lutteur libre ukrainien.

## Palmarès

### Championnats du monde
- Médaille de bronze en catégorie des moins de 97 kg en 2015 à Las Vegas (États-Unis)
- Médaille de bronze en catégorie des moins de 96 kg en 2013 à Budapest (Hongrie)

### Championnats d'Europe
- Médaille d'or en catégorie des moins de 96 kg en 2013 à Tbilissi (Géorgie)
- Médaille de bronze en catégorie des moins de 96 kg en 2011 à Dortmund (Allemagne)

### Universiade
- Médaille d'argent en catégorie des moins de 96 kg en 2013 à Kazan (Russie)